# 正院站
正院站（日语：／ Shōin eki */?）是位於石川縣珠洲市正院町正院，能登鐵道的能登線車站（廢站）。

## 歷史
- 1964年（昭和39年）9月21日 - 日本國有鐵道（國鐵）能登線松波至蛸島之間開通[1][2][3][4][5]，車站啟用。當時為業務委託車站。
- 1985年（昭和60年）4月1日 - 成為無人車站[6]（簡易委託化）。
- 1987年（昭和62年）4月1日 - 伴隨國鐵分割民營化，車站由西日本旅客鐵道（JR西日本）營運。
- 1988年（昭和63年）3月25日 - 能登線由能登鐵道繼承[3][4][5]。
- 2005年（平成17年）4月1日 - 能登線廢除，此站也被廢除[3][4]。

## 車站構造
截至車站廢除前，車站是一座地面車站，設有1面1線的單式月台。此站設有小型混凝土製的車站大樓。與蛸島站的車站大樓十分相似。在JR時代，此站為簡易委託車站，可於站內購入車票。在能登鐵道接手後變成無人車站。

## 車站周邊
車站附近為珠洲市正院町的住宅區。
- 正院郵局

## 現況

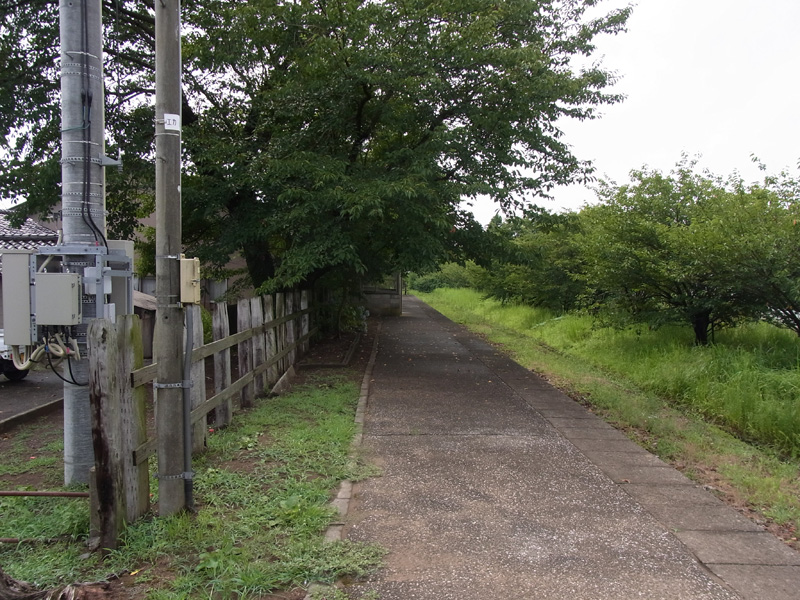
正院站月台（2012年8月13日）

截至2019年（令和元年），雖然路軌被撒走，但是車站大樓與月台還存在。

## 相鄰車站
能登鐵道
能登線
珠洲－正院－蛸島

## 注腳
1. 1 2  石野哲（編）. . JTB. 1998: 157–158. ISBN 978-4-533-02980-6 （日语）.
2. ↑  . 交通新聞 (交通新聞社). 1993-03-23: 8 （日语）.
3. 1 2 3   (PDF). 能登町広報情報推進課. 2017-04-01  [2021-02-23] （日语）.[]
4. 1 2 3  寺田裕一（日语：寺田裕一）. . Neko出版. 2010-12-29: 9. ISBN 978-47770-1091-2 （日语）.
5. 1 2  . 中日新聞Web. 2020-12-05  [2021-02-23]. （原始内容存档于2022-02-17） （日语）.
6. ↑  . 鐵道公報（日语：鉄道公報） (日本國有鐵道總裁室文書課). 1985-03-27: 3 （日语）.

## 外部連結
- 正院站周邊地圖（Mapion） （页面存档备份，存于）（日語）